# Боталы (Тверская область)
Боталы — деревня в Андреапольском городском округе Тверской области.

## География
Находится в западной части Тверской области на расстоянии приблизительно 17 км на север-северо-запад по прямой от города Андреаполь у западного берега озера Боталы.

## История
В 1872 году здесь (деревня Холмского уезда Псковской губернии) было учтено 12 дворов, в 1939 — 20. До 2019 года входила в Волокское сельское поселение Андреапольского района до их упразднения.

## Население
Численность населения: 82 человека (1872 год), 1 (русские 100 %) в 2002 году, 0 в 2010.